# Kinich Ahau Patera
Kinich Ahau Patera est une patera, ou un cratère aux pentes escarpées, située sur le satellite galiléen Io de la planète Jupiter. Elle mesure approximativement 45 km de diamètre et est localisée par 49,34° S et 310,2° W. Elle est nommée ainsi selon le dieu du soleil de la mythologie maya. Son nom a été adopté par l'Union astronomique internationale en 1979,. Les paterae Dazhbog Patera, Amaterasu Patera et Manua Patera sont respectivement situées au nord-est, au sud-sud-est et au sud-ouest de Kinich Ahau.